# Leonid Nosyriew
Leonid Wiktorowicz Nosyriew (ros. Леонид Викторович Носырев, ur. 22 stycznia 1937) – radziecki i rosyjski reżyser filmów animowanych oraz animator i pedagog. Zasłużony Działacz Sztuk Federacji Rosyjskiej (2003). 

## Życiorys
W 1956 roku ukończył Fiedoskinską szkołę malarstwa miniaturowego, a w 1961 roku kursy animatorów w Sojuzmultfilmie. 
Brał udział w tworzeniu takich kreskówek jak: Historia pewnego przestępstwa (1962), Niedźwiadek Toptuś (1964), Wakacje Bonifacego (1965), Samyj, samyj, samyj, samyj (1966), Szklane organki (1968) Czterej muzykanci z Bremy (1969) oraz Katierok (1970).
Od 1968 roku reżyser studia Sojuzmultfilm. Brał udział w tworzeniu animowanej kroniki filmowej Wesoła karuzela (bajka Antoszka). Był to jego debiut reżyserski.
W 1975 roku ukończył studia wieczorowe na Moskiewskim Uniwersytecie Państwowym im. M.W. Łomonosowa o specjalności Teorii i Historii Sztuki. Od 1996 roku wykładowca Wszechrosyjskiego Państwowego Uniwersytetu Kinematografii im. S.A. Gierasimowaa.

## Filmografia

### Animator
- 1962: Historia pewnego przestępstwa
- 1963: Milioner
- 1964: Niedźwiadek Toptuś
- 1965: Wakacje Bonifacego
- 1966: Samyj, samyj, samyj, samyj
- 1967: Hej-hop! Hej-hop!
- 1968: Szklane organki
- 1969: Czterej muzykanci z Bremy
- 1973: Piotruś i Reks

### Reżyser
- 1969: Antoszka
- 1981: Tygrysek na słoneczniku